# Phoenicocoris nevadensis
Phoenicocoris nevadensis är en insektsart som beskrevs av Schwartz och Stonedahl 2004. Phoenicocoris nevadensis ingår i släktet Phoenicocoris och familjen ängsskinnbaggar. Inga underarter finns listade i Catalogue of Life.